# Cladarosymblema
Cladarosymblema — вимерлий рід мегаліхтієвих тетраподоморфів, що жили в Австралії в ранньому карбону.